# 亞拉班巴區
亞拉班巴區（西班牙語：Distrito de Yarabamba），是秘魯的一個區，位於該國南部阿雷基帕大區的阿雷基帕省，始建於1943年1月25日，面積492.2平方公里，海拔高度2,460米，2005年人口1,245，人口密度每平方公里2.5人。